# Nicolaus Adam Strungk
Nicolaus Adam Strungk (getauft am 15. November 1640 in Braunschweig; † 23. September 1700 in Dresden) war ein deutscher Komponist und Violinist des Barock.

## Leben

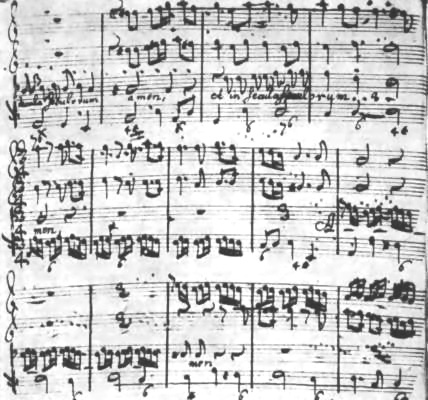
Manuskript des Laudate Pueri

Nicolaus Adam Strungk war der Sohn des Organisten und Komponisten Delphin Strungk. Nicolaus Adam, der bereits von seinem Vater in Braunschweig Orgelunterricht erhielt, studierte an der Universität Helmstedt. Später lernte er bis 1660 Violine bei Nathanael Schnittelbach in Lübeck. Ab 1660 hatte er verschiedene Stellungen als Erster Violinist und Konzertmeister in den Hofkapellen von Wolfenbüttel, Celle und Hannover. 1662 trat er bei einem Besuch in Wien vor Kaiser Leopold I. als Geiger und Klavierspieler auf. 1665 trat er als Kammermusikant in den Dienst Johann Friedrichs in Hannover. Die 1672 geborene Dichterin Christine Dorothea Lachs war seine Tochter.
1679 wurde Strungk Direktor der Hamburger Ratsmusik. 1682 kehrte er als Hofkomponist nach Hannover zurück. Er komponierte weiterhin Opern für Hamburg Floretta und Theseus 1683. 1685 und 1686 hielt er sich mit Herzog Ernst August in Venedig auf, kehrte aber ohne dessen Erlaubnis nach Deutschland zurück und wurde aus seiner Stellung entlassen. In Venedig hatte er Kurfürst Johann Georg III. und Carlo Pallavicino den Direktor der Dresdner Oper kennengelernt; 1688 wurde er als Nachfolger von Christian Ritter Vizekapellmeister und Kammerorganist in Dresden. 1693 übernahm er die Nachfolge Christoph Bernhards als Hofkapellmeister. Diesen Posten verließ er 1696, um schließlich in Leipzig Direktor der dortigen Oper zu werden. Strungk, der sein ganzes Leben unter finanziellen Schwierigkeiten litt, verstarb einige Jahre später „am hitzigen Fieber“.

## Werk
Strungk komponierte für Hamburg und Leipzig mehrere Opern. An Instrumentalmusik sind vor allem Klavier- und Orgelwerke überliefert. Weiterhin sind einige geistliche Kantaten erhalten.
Opern (Auswahl):
- Der glückselig steigende Sejanus (1678)
- Der unglückselig fallende Sejanus (1678)
- Die liebreiche, durch Tugend und Schönheit erhöhte Esther (1680)
- David oder der königliche Sclave (1680)
- Die drei Töchter Cekrops (1680)
- Alceste (Hamburg, 1680) (Autorenschaft Strungks unsicher, eventuell von Johann Wolfgang Franck)
- Theseus (1683)
- Semiramis (1683)
- Florette (1683)
- Nero (Leipzig, 1693)
- Julius Caesar (1694)
- Die Schäferin Cloris (1695)
- Rosalinda (1695)
- Jupiter und Alcmena (Leipzig, 1696)
- Phocas (Leipzig, 1696)
- Pyrrhus und Demetrius (Leipzig, 1696)
- Orion (Leipzig, 1697)
- Scipio und Hannibal (Leipzig, 1698)
- Ixion (Leipzig, 1699)
- Agrippina (Leipzig, 1699)
- Circe (1699)
- Erechtheus (Leipzig, 1700)